# Jonathan Melvoin
Jonathan David Melvoin, född 6 december 1961 i Los Angeles, död 12 juli 1996 i New York, var en amerikansk musiker och multiinstrumentalist. Han var son till jazzpianisten Mike Melvoin och äldre bror till de tillika musicerande tvillingsystrarna Susannah Melvoin och Wendy Melvoin. Melvoin var bland annat turnémedlem i alt-rockbandet The Smashing Pumpkins, då de hade släppt albumet Mellon Collie and the Infinite Sadness.

## Biografi
Jonathan Melvoin dog av en heroinöverdos i juli 1996 i samband med att bandet The Smashing Pumpkins, som han var på turné med, skulle hålla två konserter i Madison Square Garden i New York. Melvoin och bandets trummis Jimmy Chamberlin överdoserade båda två på samma hotellrum, och när Chamberlin vaknade upp fann han Melvoin livlös.
Låtarna Angel av Sarah McLachlan och The Love We Make av Prince handlar om Jonathan Melvoin.